# Joseph Woods
Joseph Woods (* 24. August 1776 in Stoke Newington; † 9. Januar 1864 in Lewes, Sussex) war ein englischer Architekt und Amateurbotaniker und Geologe. Sein offizielles botanisches Autorenkürzel lautet „J.Woods“. Früher war auch das Kürzel „Woods“ in Gebrauch.

## Leben und Wirken
Er arbeitete bis 1833 als Architekt in London und widmete sich dann der Botanik. Er gründete 1806 die London Architectural Society. Er reiste ab 1816 architektonisch, botanisch und geologisch interessiert durch Europa und publizierte darüber.

## Ehrentaxon
Die Gattung der Wimperfarne (Woodsia R.Br.) in der Familie der Wimperfarngewächse (Woodsiaceae) ist nach ihm benannt worden.

## Schriften (Auswahl)
- On the Rocks of Attica.
- Letters of an Architect from France, Italy and Greece.
- The tourist's flora. 1850.

## Weiterführende Literatur
- G. S. Boulger, rev. Susie Barson: Woods, Joseph (1776–1864). In: Henry Colin Gray Matthew, Brian Harrison (Hrsg.): Oxford Dictionary of National Biography, from the earliest times to the year 2000 (ODNB). Band 60: Wolmark–Zuylestein. Oxford University Press, Oxford  2004, ISBN 0-19-861410-1; doi:10.1093/ref:odnb/29935 (Lizenz erforderlich), Stand: 2004.